# Mário Seabra
Mário Prescott Vicente Saragga Seabra (Lisboa, 1931 - Atibaia, 2012) foi o primeiro designer de jogos profissional do Brasil. É considerado um pioneiro dos jogos no Brasil.

## Biografia
Seabra cursou a faculdade de Belas Artes em Portugal, mas não a concluiu.[carece de fontes?]
Veio morar no Brasil por razões políticas, na época do governo de Salazar.[carece de fontes?]
Em São Paulo continuou a trabalhar na publicidade (em Portugal havia trabalhado como diretor de criação na J.W. Thompson), onde seguiu uma carreira de sucesso, vindo a ter sua própria agência (primeiro a IXAT Publicidade, depois a Saragga Seabra & Sasson Publicidade).[carece de fontes?]
Em uma campanha para a Arno, Seabra criou um jogo que deveria ser distribuído como brinde a funcionários da empresa e clientes. Era um jogo baseado na história da Branca de Neve e dos 7 Anões.[carece de fontes?]
Em 1974, lançou seus dois primeiros jogos pela Grow: Fuga e Emboscada.[carece de fontes?]
Ainda no final da década de 70, Seabra foi pivô de alguns acontecimentos que marcariam para sempre o mundo dos jogos no país. O primeiro foi a coordenação da coleção Todos os Jogos, lançada em fascículos quinzenais pela Editora Abril. A obra tinha quase 30 fascículos com material sobre jogos clássicos, jogos de cartas e uma grande quantidade de outros jogos. Seguiu-se a esta obra uma coleção com 11 fascículos-jogos com jogos de batalhas da segunda guerra mundial que contou com a consultoria de Mário Seabra.
Paralelamente, aproveitou a estrutura montada para o projeto para fundar um clube de jogos. Um casarão de 16 salas, no bairro paulista da Liberdade. Ali, havia reunido um grande número de jogos e material de pesquisa. Tudo estava pronto para que abrisse as portas da Elo de Amadores de Jogos, um clube de todos os jogos, que se tornou um ponto de encontro para jogadores, criadores e toda espécie de interessados no assunto.

## Ludografia

### Grow
- War 2 (junto com Carlos Seabra e Fernando Moraes Fonseca Jr.)
- Fuga
- Emboscada
- RPM
- Duo
- Eleições
- Jogo das Duplas
- Bot
- Conta Certa
- Disney World

### Toyster
- Viajando pelo Mundo
- Ecologia
- Time is Money
- Já Achei!
- Espanhol Divertido
- Jogo Tom e Jerry
- Máquina do Tempo
- Brincando com Tabuada
- Inglês Divertido
- Hábitos e Costumes
- Jogo da Centopéia
- Brincando com Palavras
- Cada Coisa em seu Lugar
- Faz de Conta
- Pula-pula Canguru
- Tropicaliente (junto com Carlos Seabra)

### Outros
- 151 – Tchan! (que pertencia à Editora Abril)
- Enduro (Copag)
- 6 jogos para a coleção Geo em fascículos sobre Geografia (Editora Abril)
- Branca de Neve e os 7 anões – promoção Arno
- Fórmula 1 – promoção da Nestlé (para quem fez vários jogos)